# Trayvon Martin
Trayvon Benjamin Martin (5 de fevereiro de 1995 – 26 de fevereiro de 2012) era um jovem afro-americano de 17 anos de Miami Gardens, Flórida, que foi fatalmente baleado em Sanford, Flórida, por George Zimmerman, um hispano-americano de 28 anos. Martin estava acompanhando seu pai para visitar a noiva deste, em sua residência no complexo The Retreat at Twin Lakes, em Sanford. Na noite de 26 de fevereiro, Martin voltava de uma loja de conveniência próxima para a casa da noiva. Zimmerman, que era membro da vigilância comunitária, viu Martin e o denunciou à polícia de Sanford como suspeito. Poucos minutos depois, ocorreu uma discussão e Zimmerman atirou fatalmente no peito de Martin.
Zimmerman sofreu ferimentos durante a briga com Martin. Ele alegou ter agido em legítima defesa e não foi inicialmente acusado. A polícia afirmou que não havia evidências suficientes para contestar sua alegação de autodefesa e que a lei de "stand-your-ground [en]" da Flórida impedia sua prisão ou acusação. Após a cobertura da mídia nacional, Zimmerman foi formalmente acusado e julgado. Em julho de 2013, um júri o  absolveu das acusações de assassinato em segundo grau e homicídio culposo.
Após a morte de Martin, ocorreram comícios, marchas e protestos em diversas partes dos Estados Unidos. Em março de 2012, centenas de estudantes de sua escola secundária realizaram uma passeata em apoio a ele. Uma petição online pedindo uma investigação completa e processo judicial contra Zimmerman obteve 2,2 milhões de assinaturas. Na mesma época, a cobertura da mídia sobre o caso superou a da corrida presidencial em destaque, tornando-se a principal notícia de 2012. Isso gerou um intenso debate nacional sobre perfil racial e as leis de "stand-your-ground". O governador da Flórida criou uma força-tarefa para analisar as leis de autodefesa do estado. A vida de Martin foi amplamente discutida pela mídia e por blogueiros, e seu nome foi mencionado em mais de dois milhões de tuítes nos 30 dias após o tiroteio. Mais de 1.000 pessoas participaram do velório de seus restos mortais, realizado no dia anterior ao seu funeral, que ocorreu em 3 de março, em Miami. Martin foi enterrado no Dade-Memorial Park (North), em Miami. Em julho de 2013, foi dedicado um memorial a Martin no Museu Histórico Goldsboro Westside, um museu de história negra em Sanford.

## Biografia

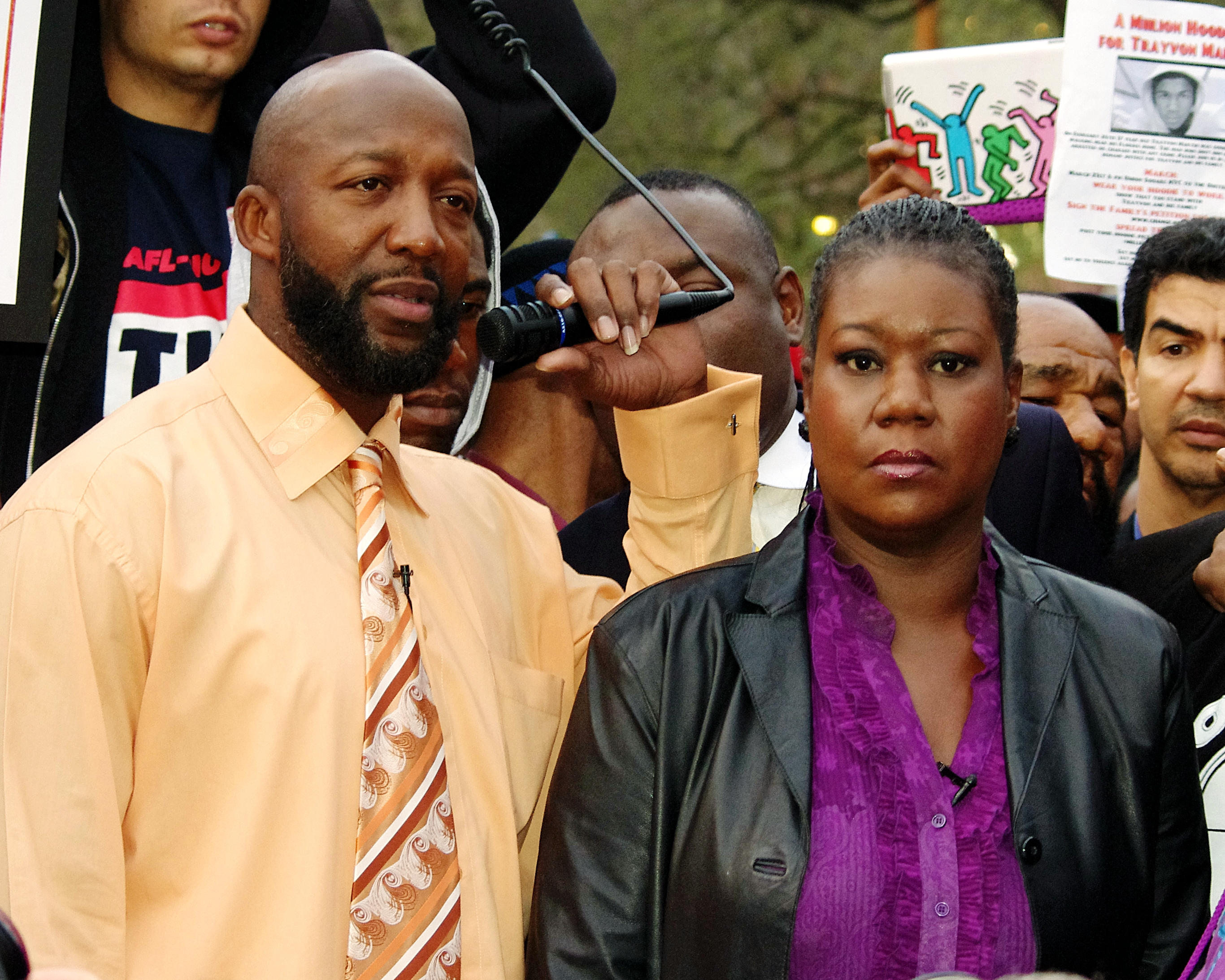
Tracy Martin e Sybrina Fulton em um evento em 2012.

Trayvon Benjamin Martin nasceu em 5 de fevereiro de 1995, em Miami, Flórida, filho de Tracy Martin e Sybrina Fulton, que se divorciaram em 1999. Na época do tiroteio, Fulton trabalhava como coordenadora de programas na Autoridade Habitacional de Miami-Dade e Tracy Martin era motorista de caminhão. Eles moravam perto um do outro em Miami Gardens. O meio-irmão materno de Martin, Jahavaris Fulton, era estudante universitário na época e testemunharia no julgamento de George Zimmerman.
Após o divórcio, Tracy Martin casou-se com Alicia Stanley, que tinha duas filhas de um casamento anterior. Eles se conheceram quando Trayvon tinha cerca de três anos e permaneceram juntos por aproximadamente 14 anos. Stanley relatou em entrevista à CNN que, antes de ela e Tracy se separarem, Trayvon morava com ela 90% do tempo, e que ela frequentava todos os jogos de futebol dele e cuidava dele quando estava doente. Ela descreveu Trayvon como uma pessoa gentil e amorosa, e não como o "bandido" que a mídia o retratou.
Quando Martin tinha nove anos, ele salvou a vida de seu pai, que estava imobilizado devido a queimaduras nas pernas, retirando-o de um incêndio em seu apartamento. Trayvon gostava de videogames esportivos e fazia atividades como lavar carros, cortar grama e trabalhar como babá para ganhar seu próprio dinheiro. Desde os cinco anos, Martin jogava futebol no parque, e seu time era parcialmente treinado por seu pai. Um ex-treinador de futebol de Martin mencionou que ele era um dos melhores jogadores do time The Wolverines, que jogava no Forzano Park, em Miramar, Flórida. Martin jogou nesse time dos 8 aos 13 anos, e seu pai às vezes o colocava no banco devido a problemas escolares.
Durante o ensino médio, Martin foi voluntário no Forzano Park, onde ajudava na barraca de concessões e, às vezes, ficava até tarde antes de voltar para casa. Um ex-treinador o descreveu como uma criança tímida, que sempre andava com um capuz e fones de ouvido, ouvindo música.
Martin frequentou a Escola de Ensino Médio de Norland e a Escola de Ensino Médio Highland Oaks no norte do condado de Miami-Dade, Flórida. No ensino médio, passou seu primeiro e segundo anos na Escola de Ensino Médio Miami Carol City, em Miami Gardens, antes de ser transferido para a Escola de Ensino Médio Sênior Dr. Michael M. Krop, no norte de Miami-Dade, em 2011. Na época do tiroteio, ele estava no primeiro ano da Escola de Ensino Médio Krop. Seu primo, Stephen Martin, que passou a noite anterior à sua morte com Trayvon no parque, descreveu-os como irmãos durante a infância. Stephen lembrou que Trayvon era muito habilidoso em montar, consertar e pilotar bicicletas de bolso e de terra. Miriam Martin, tia de Trayvon e mãe de Stephen, afirmou que Trayvon frequentemente visitava sua casa. Ela também mencionou que ele adorava usar capuzes, mesmo em dias de calor intenso.
Trayvon sonhava em pilotar ou consertar aviões. Em 2009, ele se matriculou no programa Experience Aviation, de sete semanas, em Opa-locka, Flórida, dirigido pelo premiado aviador Barrington Irving. Irving descreveu Martin como um jovem educado e interessado em futebol antes de se apaixonar pela aviação. Após concluir o programa, Martin passou o verão seguinte como voluntário, ajudando novos alunos. De acordo com seus pais, Martin tinha a intenção de estudar na Universidade de Miami ou na Universidade A&M da Flórida [en].

### Anos finais da adolescência
Quando Trayvon Martin começou o ensino médio, seu objetivo de seguir uma carreira no futebol americano profissional foi substituído pelo interesse em trabalhar com aviões. Durante seu primeiro ano na Escola de Ensino Médio Carol City, ele frequentava aulas pela manhã e, no restante do dia, estava na Escola de Aviação George T. Baker. O professor de Martin no nono ano, que lhe deu três aulas de Tecnologia Aeroespacial, descreveu-o como um aluno bem-comportado e regular, que se saía bem nas matérias. Segundo outra professora de Carol City, matemática era sua matéria favorita, e ela mencionou nunca ter visto Martin demonstrar desrespeito. Alguns alunos de Carol City compararam sua morte à de Emmett Till, um dos casos mais emblemáticos de direitos civis dos Estados Unidos.
A mãe de Martin, Sybrina Fulton, fez com que ele fosse transferido para a Escola de Ensino Médio Dr. Michael M. Krop, uma escola com cerca de 2.700 alunos, para o início de seu ensino médio. Fulton explicou que a Escola de Ensino Médio Krop oferecia um ambiente melhor e acreditava que o desempenho de seu filho poderia melhorar nesse novo contexto. Durante seu tempo na Escola de Ensino Médio Krop, Martin enfrentou problemas comportamentais. Na época do tiroteio, ele estava cumprindo uma suspensão de dez dias devido à posse de um cachimbo de maconha e uma sacola vazia com resíduos da substância. Antes disso, Martin já havia sido suspenso duas vezes: uma por atraso e evasão escolar e outra por pichar uma porta. A suspensão por pichação ocorreu em outubro de 2011, quando Martin foi observado por um policial da escola, em uma câmera de segurança, em uma área restrita, agindo de maneira suspeita.
De acordo com o policial, Martin foi visto marcando uma porta com a sigla "W.T.F." ("what the fuck?"). No dia seguinte, ao revistar a mochila de Martin, um agente da Polícia Escolar de Miami-Dade encontrou uma dúzia de joias femininas, um relógio e uma chave de fenda, que o policial descreveu como uma ferramenta potencialmente usada para roubo. As joias encontradas incluíam alianças de prata e brincos com diamantes. Quando questionado sobre a origem das joias, Martin disse que um amigo as havia dado a ele, mas se recusou a revelar o nome do amigo. A polícia apreendeu as joias e enviou as fotos para os detetives de Miami-Dade investigarem mais a fundo. Não foram encontradas evidências de que as joias tivessem sido roubadas. De acordo com o advogado da família de Martin, seus pais não sabiam sobre as joias ou a chave de fenda. Martin não foi acusado de nenhum crime relacionado a essas suspensões e não possuía antecedentes criminais.

### Registro digital
Trayvon Martin, conhecido no Twitter pelo apelido de "Slimm", publicou milhares de mensagens ao longo de vários meses, segundo o Miami Herald. Sua última postagem foi feita dois dias antes de ser baleado, em fevereiro de 2012. De acordo com o jornal, a presença digital de Martin o retratava como alguém com senso de humor, preocupado com garotas e, por vezes, usando palavrões ou linguagem obscena ao falar sobre sexo. Ele também fazia piadas sobre a cultura de rua e postava trechos de filmes como Friday e Next Friday, que zombavam dessa mesma cultura. Martin era fã de rap e frequentemente mencionava artistas como Tupac Shakur, DMX e Mystikal, citando letras de músicas explícitas. Suas postagens também tinham um tom pessoal, com referências a coisas como rosquinhas Krispy Kreme, sorvete, filmes e sessões de estudo que se estendiam até a madrugada. O Miami Herald também noticiou que Martin estava descontente com sua escola, a Escola de Ensino Médio Krop.
Alguns críticos de Martin destacaram suas tatuagens, uma foto em que ele exibia grelhas douradas e textos encontrados em seu celular para sugerir que ele tinha tendências violentas, e alegaram que havia uma tentativa de ocultar essas informações. As contas de e-mail e Facebook de Martin foram hackeadas por um supremacista branco, e tweets selecionados de sua conta no Twitter foram divulgados no site conservador The Daily Caller. Uma foto de Martin fazendo um gesto obsceno foi amplamente compartilhada, enquanto outras imagens, como uma de seu aniversário, pescando com seu pai ou vestido com um terno de baile, foram ignoradas. O site Gawker obteve uma captura de tela da caixa de entrada de seu e-mail antes de ser excluída, mostrando e-mails relacionados a exames SAT e oportunidades de bolsas de estudo. Durante o julgamento de Zimmerman, o juiz autorizou a defesa a acessar o telefone celular de Martin, suas postagens em mídias sociais e suas contas no Facebook e Twitter, afirmando que a equipe de defesa precisava dessas informações para procurar possíveis indícios de comportamentos violentos. Algumas mensagens de texto do celular de Martin mencionavam brigas, uso de maconha e armas, além de ele se descrever como "gangsta". Benjamin Crump, advogado da família de Martin, afirmou que a aparência de Martin com dentes de ouro ou um gesto obsceno não tinha relevância para sua morte. O juiz decidiu que as postagens de Martin nas mídias sociais não seriam mencionadas durante o julgamento, embora o uso de maconha fosse permitido. A defesa, no entanto, não apresentou essas informações ao júri e elas não foram usadas como evidências.
Amigos de Martin, que o conheciam da Escola de Ensino Médio Highland Oaks e da Escola de Ensino Médio Carol City e se correspondiam com ele pelo Twitter, afirmaram que ele não era propenso à violência. Um amigo disse que ele preferia evitar brigas e se afastava de conflitos: "Ele prefere ir embora do que brigar". Esse amigo também disse que não sabia dos grelhas de Martin até ver a foto na mídia e que nunca o viu usá-las em público. Outro amigo, que o conhecia desde o ensino médio, descreveu Martin como alguém engraçado e divertido, que gostava de fazer as pessoas rirem. Lyrissa Lidsky, professora de direito da mídia na Universidade da Flórida, destacou que as postagens de Martin nas mídias sociais devem ser analisadas com cautela, pois não necessariamente refletiam sua personalidade no mundo real. Ela observou que a imagem de uma pessoa online, especialmente entre jovens, pode ser diferente de sua verdadeira personalidade. Kenneth Nunn, professor de direito penal da mesma universidade, afirmou que, ao analisar o caráter de alguém, ele considerava qualquer informação disponível, inclusive comportamentos de Martin ao longo do tempo.
Em um evento para a Associated Press na Flórida, Benjamin Crump e Mark O'Mara, advogado de defesa de Zimmerman, comentaram o papel das mídias sociais após a morte de Martin. Crump afirmou que as mídias sociais deram voz a pessoas que normalmente não teriam a chance de se envolver em assuntos como esse. O'Mara, por sua vez, criticou a desinformação compartilhada online, dizendo que ela gerou uma "tempestade de fogo" que não apresentou um retrato completo da situação.

## Tiroteio
Tracy Martin disse que levou seu filho a Sanford "para se desconectar e colocar suas prioridades em ordem". Trayvon já havia visitado o bairro de Twin Lakes várias vezes com seu pai, e, em algumas ocasiões, jogava futebol com as crianças da vizinhança. Na noite do tiroteio, Tracy saiu para jantar com sua noiva, Brandy Green, enquanto os filhos de Tracy e Green ficaram em casa assistindo TV e jogando videogame. Trayvon saiu para caminhar até uma loja 7-Eleven próxima, onde comprou doces Skittles e uma bebida de melancia Arizona.
Enquanto Trayvon voltava da loja para o bairro de Twin Lakes, George Zimmerman, um vigia voluntário da vizinhança, avistou Martin, que tinha 1,80 m de altura e pesava 72 kg no momento de sua morte. Zimmerman ligou para a polícia de Sanford para relatar que Martin parecia "suspeito". Zimmerman alegou que agiu em legítima defesa após um confronto, e, inicialmente, não foi acusado pela morte de Martin. O julgamento de Zimmerman teve início em Sanford em 10 de junho de 2013. Em 13 de julho de 2013, após deliberação, um júri o absolveu das acusações de homicídio em segundo grau e homicídio culposo.

## Consequências e discurso na mídia

### 2012

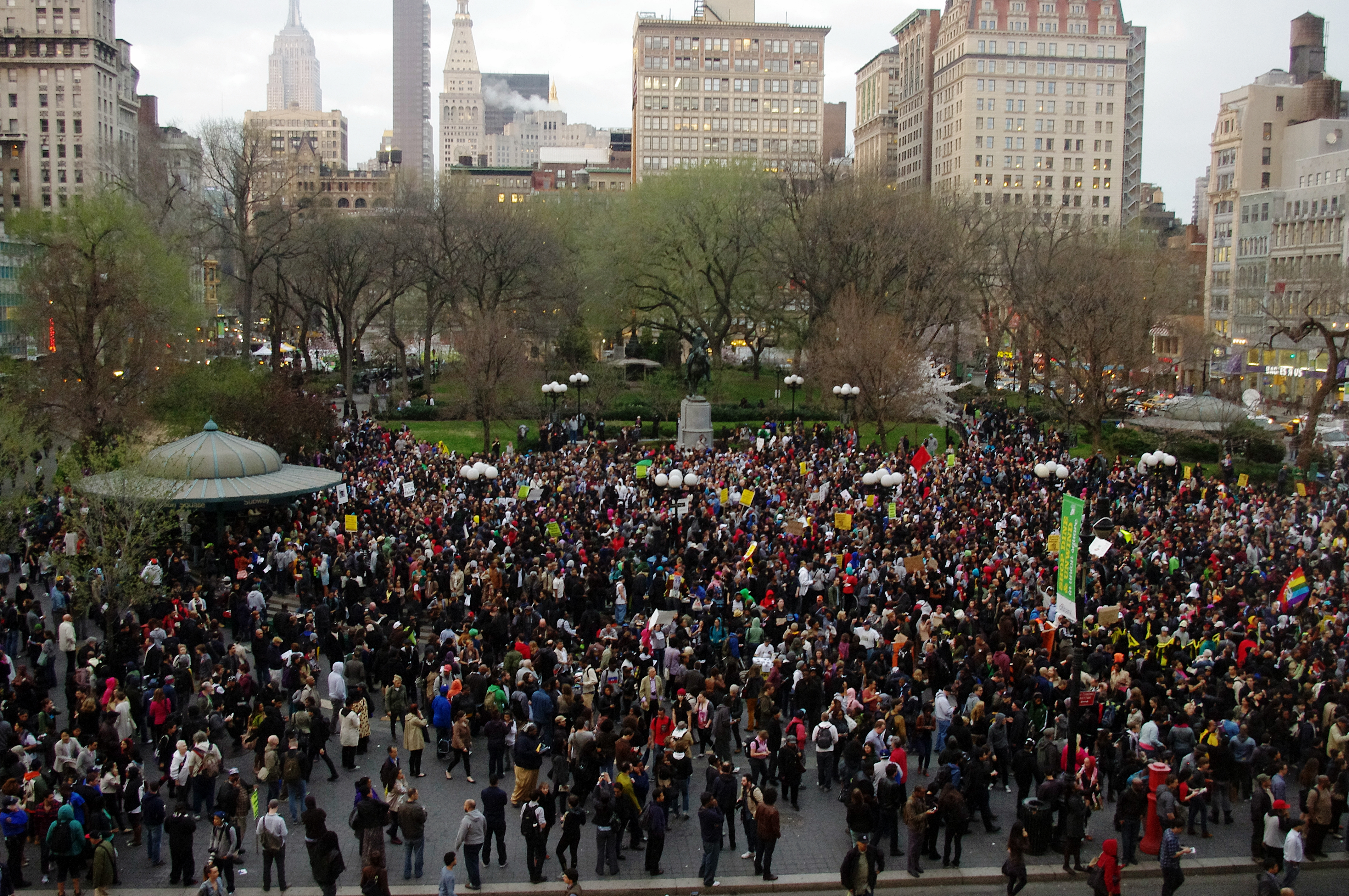
Foto da “Million Hoodie March” na Union Square.

Após a morte de Trayvon Martin, seus pais, profundamente chateados pela falta de acusação contra George Zimmerman, procuraram apoio legal. A cunhada de Martin, uma advogada, os colocou em contato com Benjamin Crump [en], um advogado de direitos civis de Tallahassee, Flórida, que aceitou o caso pro bono. Crump contratou Natalie Jackson, uma advogada local especializada em casos envolvendo mulheres e crianças, para ajudar no caso. Em 5 de março de 2012, Jackson pediu a ajuda de Ryan Julison, um publicitário que então começou a abordar a mídia nacional sobre o tiroteio. Nos dias seguintes, a cobertura da mídia sobre o caso aumentou significativamente, com reportagens de veículos como Reuters, CBS, ABC e CNN. O Miami Herald informou que, nos 30 dias seguintes à morte de Martin, o nome "Trayvon" foi mencionado mais de dois milhões de vezes no Twitter.
Em 8 de março de 2012, Kevin Cunningham, um coordenador de mídia social, criou uma petição no Change.org, que rapidamente se tornou a maior da história do site, com 2,2 milhões de assinaturas. Cunningham iniciou a petição exigindo que as autoridades processassem Zimmerman, e, quando o número de assinaturas ultrapassou 10.000, ele transferiu a responsabilidade da petição para os pais de Martin. Cunningham, que trabalhava na organização KinderUSA, se inspirou no movimento da Revolução Egípcia e na morte de Khaled Said [en], acreditando que a morte de Martin poderia ser o catalisador para uma reavaliação das leis e do sistema judiciário nos Estados Unidos.
A cobertura midiática do caso ajudou a promover um debate nacional sobre perfil racial e as leis de autodefesa, com marchas e protestos ocorrendo em todo o país. Uma das maiores manifestações, a "Million Hoodie March", foi realizada em 21 de março de 2012 na Union Square, em Nova York. Os participantes usaram capuzes para simbolizar apoio a Martin e protestar contra a discriminação racial dirigida a jovens negros que usavam capuzes. Estima-se que cerca de cinco mil pessoas tenham participado da marcha, com outras fontes citando números em centenas. Durante o evento, os pais de Martin discursaram e, curiosamente, muitos dos participantes eram pessoas que haviam sido removidas da praça na noite anterior e retornaram para a manifestação.
Em uma coletiva de imprensa na Casa Branca em março de 2012, o presidente Barack Obama comentou o caso de Martin, dizendo: "Se eu tivesse um filho, ele se pareceria com Trayvon", enfatizando que o caso merecia ser tratado com a seriedade devida. Na mesma época, Mitt Romney, candidato republicano à presidência, declarou que uma investigação completa era necessária para que a justiça fosse feita de forma imparcial. O Project for Excellence in Journalism informou que, em março, o caso de Trayvon Martin foi a principal notícia do ano, superando até mesmo a cobertura da corrida presidencial.
Em junho de 2012, os pais de Martin, junto com membros da campanha Second Chance on Shoot First, entregaram uma petição com 340.000 assinaturas à força-tarefa Segurança e Proteção do Cidadão, pedindo mudanças nas leis de "stand-your-ground" da Flórida. Essa lei permitia que pessoas que se sentissem ameaçadas se defendessem com força letal, sem a obrigação de recuar. O governador Rick Scott havia criado a força-tarefa para revisar a legislação após a morte de Martin. Apesar de algumas divergências, como a de Marion Hammer [en], lobista da NRA, que defendia a lei, a força-tarefa recomendou que a legislação não fosse revogada, afirmando que os residentes da Flórida tinham o direito de se defenderem de maneira letal se se sentissem ameaçados.
As leis de "stand-your-ground" não foram usadas como defesa legal no julgamento de George Zimmerman, e não influenciaram sua absolvição.
Em março de 2012, os pais de Martin fundaram a Fundação Trayvon Martin, uma organização dedicada a apoiar famílias que perderam filhos devido à violência armada.

### 2013
Os pais de Trayvon Martin, juntamente com sua equipe jurídica, contrataram os serviços do The TASC Group, uma empresa de relações públicas, para gerenciar a cobertura midiática sobre a morte de Martin e o julgamento subsequente de George Zimmerman. Em uma entrevista com o colunista Charles Blow, do New York Times, em junho de 2013, a mãe de Martin foi questionada sobre os textos encontrados no celular de seu filho, que, segundo algumas fontes, indicavam que ele usava maconha, estava envolvido em brigas e possuía uma arma de fogo. Ela expressou ceticismo quanto à veracidade dessas informações, dizendo que não sabia se eram reais e que queria que o mundo lembrasse seu filho como um adolescente comum, alguém que estava tentando encontrar seu caminho na vida, mas que, mesmo assim, tinha sonhos e potencial.
Após a absolvição de Zimmerman, políticos, celebridades, músicos, líderes de direitos civis e cidadãos em geral se manifestaram nas mais diversas formas de mídia. Quatro dias após o veredito, um grupo chamado Dream Defenders iniciou uma ocupação no Capitólio do Estado da Flórida, exigindo uma sessão legislativa especial para revisar a lei de “stand-your-ground” da Flórida. Após 31 dias, a ocupação terminou sem que fosse convocada a sessão especial. Além disso, um grupo de apoiadores de Martin realizou uma caminhada de Jacksonville até Sanford, Flórida, para protestar contra o que consideravam injustiças relacionadas à lei. A caminhada, chamada de "Walk for Dignity", durou seis dias e terminou com um fórum comunitário e a inauguração de um memorial a Trayvon Martin no Museu Histórico de Goldsboro Westside, em Sanford. Em Los Angeles, na Califórnia, uma área do jardim na Escola de Ensino Médio Crenshaw foi dedicada a Martin em homenagem ao 50º aniversário do discurso “Eu Tenho um Sonho” de Martin Luther King Jr. Durante a dedicação, também foi realizada uma passeata para ensinar aos alunos como expressar seus direitos da Primeira Emenda enquanto defendiam os direitos civis dos jovens.
Em julho de 2013, o presidente Barack Obama comentou [en] sobre a morte de Martin, após a absolvição de Zimmerman, sugerindo que fosse útil reavaliar certas leis estaduais e locais, questionando se elas estavam formuladas de maneira a incentivar confrontos violentos, como o ocorrido na Flórida. O presidente também falou sobre as disparidades raciais na aplicação das leis, afirmando que a comunidade afro-americana sabia que essas disparidades existiam, desde a pena de morte até a aplicação das leis sobre drogas. Durante esses comentários, Obama afirmou: “Trayvon Martin poderia ter sido eu há 35 anos”.

### 2014 e anos seguintes
Em 19 de julho de 2014, a Escola de Ensino Médio Crenshaw, em Los Angeles, realizou uma "Caminhada pela Paz e uma Conversa pela Paz", organizada pelos pais de Martin, Sybrina Fulton e Tracy Martin. Em 13 de maio de 2017, Martin foi postumamente homenageado com um diploma de bacharel em Ciências Aeronáuticas pela Universidade Memorial da Flórida, em reconhecimento aos passos que ele deu em sua vida jovem para se tornar piloto. Os pais de Martin aceitaram o prêmio em nome de seu filho.
Em janeiro de 2017, sob a editora Penguin Random House, os pais de Martin publicaram um livro intitulado Rest in Power: The Enduring Life of Trayvon Martin, que narra a vida e a morte de Trayvon Martin.
Em outubro de 2020, uma rua em frente à escola Escola de Ensino Médio Dr. Michael M. Krop, em Miami, onde Martin estudou, foi oficialmente batizada de Avenida Trayvon Martin em sua memória.

## Páginas externas
- Notícias e comentários sobre Trayvon Martin na ABC News
- Notícias e comentários sobre Trayvon Martin na Time